# Góra Brzuchowa
Góra Brzuchowa – wzniesienie o wysokości 207,8 m n.p.m. na Pojezierzu Południowokrajeńskim, położona w woj. wielkopolskim, w powiecie złotowskim, w gminie Złotów. 
Ok. 0,5 km na północ od Góry Brzuchowej leży Krzywa Wieś. Wzniesienie znajduje się w zachodniej części Pojezierza Krajeńskiego. Ze szczytu roztaczają się rozległe panoramy. Stoki porośnięte przez bór sosnowy. Na skłonie południowym funkcjonowały w przeszłości liczne żwirownie, obecnie w większości nieczynne.
Góra Brzuchowa była najwyższym wzniesieniem dawnego województwa pilskiego.
Przed 1945 r. wzniesienie posiadało także niemiecką nazwę Bauch Berg.